# Cydia nigricana
The pea moth (Cydia nigricana) là một loài bướm đêm thuộc họ Tortricidae. Nó được tìm thấy ở châu Âu.
Sải cánh dài 12–16 mm. Con trưởng thành bay từ tháng 5 đến tháng 7. .
Ấu trùng ăn Pea, Lathyrus và Vicia. The species is considered to be a pest.